# Macroglossum godeffroyi
Macroglossum godeffroyi is een vlinder uit de familie van de pijlstaarten (Sphingidae). De wetenschappelijke naam van de soort werd in 1882 gepubliceerd door Arthur Gardiner Butler.